# David Letterman
David Michael Letterman, född 12 april 1947 i Indianapolis i Indiana, är en amerikansk programledare (talk show host). Han ledde Late Show with David Letterman, som sändes av TV-nätverket CBS.

## Karriär
Lettermans första TV-jobb var som meteorolog. Vid en sändning gratulerade han ett tropiskt oväder efter att det uppgraderats till en orkan med orden: "I guess congratulations are in order".
Redan 1982 började NBC sända Late Night with David Letterman på nätterna, måndag till fredag kl 00.30 lokal tid, direkt efter The Tonight Show. Efter 32 år som programledare lämnade han posten i maj 2015. Han efterträddes av Stephen Colbert.

### Går miste om "The Tonight Show"

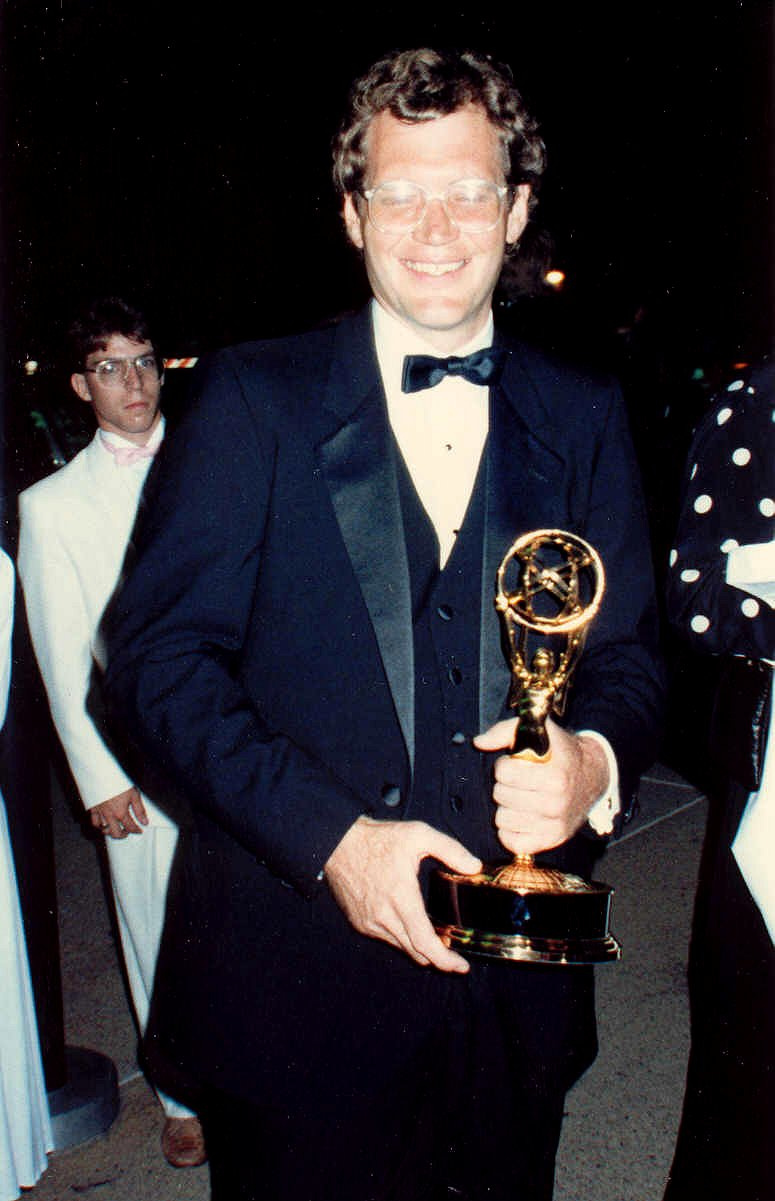
David Letterman vid Emmy-galan 1987.

År 1992 hade Letterman förhoppningar om att få efterträda Johnny Carson som värd för The Tonight Show. Det var ett program som Carson under stora framgångar dagligen lett under trettio år. Den enda konkurrenten till jobbet var kompisen Jay Leno, som under ett par år fungerat som Carsons inhoppare. Letterman var dock Carsons egen favorit till jobbet. Efter stor uppmärksamhet i media och månader av skvaller, gav NBC jobbet som programledare för The Tonight Show till Jay Leno.

### Lämnar NBC för CBS
Letterman valde 1993 att lämna NBC till förmån för CBS, efter att ha fått ett mycket lukrativt kontrakt med detta bolag. Större delen av de anställda följde med honom. Med följde också populära segment i showen, såsom The top 10 list, Viewer mail (fast nu omdöpt till CBS Mailbag), Stupid pet tricks och Stupid human tricks.
På CBS fick Letterman sända på samma tid som NBC:s The Tonight Show, måndag till fredag 23.30 lokal tid. Under de första åren låg Letterman före Jay Leno i tittarmätningarna, men de vände sedan till Lenos fördel. Letterman har en ironisk och ibland absurd humor som ofta får positiv uppmärksamhet av kritiker, medan Lenos mer folkliga humor visat sig mer publikvänlig i längden.
Lettermans program spelas in på Ed Sullivan Theater på Manhattan i New York. Han äger produktionsbolaget Worldwide Pants Incorporated som bland annat gör hans egen show.

## Team Rahal-Letterman Racing
David Letterman äger tillsammans med Bobby Rahal racingstallet Rahal Letterman Racing, som för närvarande tävlar i IRL-serien. De har tidigare tävlat i CART-serien med bland andra Kenny Bräck som en av förarna. Kenny Bräck uppträdde även i Lettermans TV-show med sitt band. Kenny som även hade ett eget TV-program, Kenny & vänner, intervjuade Letterman i ett avsnitt där han bland annat nämnde att han är glutenallergiker.

## Utpressningsförsök
I avsnittet som sändes 1 oktober 2009 av The Late Show avslöjade David Letterman att ett utpressningsförsök gjorts mot honom under föregående månad. Utpressaren, en anställd på CBS, hotade att avslöja Lettermans utomäktenskapliga affärer med flera kvinnor i produktionsteamet. Efter att ha överlämnat en falsk check på $2 miljoner greps utpressaren Joe Halderman som arbetade som producent på TV-kanalen CBS News. Halderman hade haft ett förhållande med en av kvinnorna som Letterman haft en affär med. I mars 2010 dömdes Halderman för utpressning till sex månaders fängelse.

## Privatliv
År 1968, vid 21 års ålder gifte sig Letterman med Michelle Cook, som han känt sedan grundskolan. Paret skilde sig nio år senare. 1986 lärde han känna Regina Lasko och paret gifte sig efter 23 år tillsammans 2009. Parets son föddes 2003. Under 1980-talet hade han även ett långt förhållande med Merrill Markoe, som han arbetade tillsammans med.

## TV-program
- The David Letterman Show, 1980
- Late Night with David Letterman, 1982-1992
- The Late Show with David Letterman, 1993-2015
- My next guest needs no introduction with David Letterman, 2018

## Filmografi
- Mork och Mindy (TV-serie), 1979, Ellsworth.
- Beavis and Butt-Head (tv-serie), 1994, som sig själv.
- Cabin Boy, 1994, Earl Hofert.
- Beavis and Butt-Head Do America, 1996, Mötley Crüe-roadie #1.
- Private Parts, 1997, som sig själv.
- Spin City (TV-serie), 1998, röst till hunden Rags.
- Man on the Moon, 1999, som sig själv.

## Producerade TV-serier
- The Bonnie Hunt Show, 1995-1996
- Alla älskar Raymond, 1996-2005
- Ed, 2000-2004
- The Late Late Show with Craig Ferguson, 2005-

## Utmärkelser
- 1984: Outstanding Writing in a Variety or Music Programme, Emmy Awards. (Late Night)
- 1985: Outstanding Writing in a Variety or Music Programme, Emmy Awards. (Late Night)
- 1986: Outstanding Writing in a Variety or Music Programme, Emmy Awards. (Late Night)
- 1987: Outstanding Writing in a Variety or Music Programme, Emmy Awards. (Late Night)
- 1989: Funniest Male Performer in a TV-Series, American Comedy Award. (Late Night)
- 1994: Outstanding Variety, Music or Comedy Series, Emmy Awards. (The Late Show)
- 1994: Funniest Male Performer in a TV-Series, American Comedy Award. (The Late Show)
- 2001: Funniest Male Performer in a TV-Series, American Comedy Award. (The Late Show)